# Oskar Samuelsson
Oskar Samuelson, död 1946, var en svensk kommunistisk politiker. 
Samuelsson var en kritiker av stalinismen. Han följde Karl Kilbom vid uteslutningen ur SKP 1929 och var aktiv i Socialistiska Partiet.
Oscar Samuelsson var ordförande för Stockholms stadskollegium 1946.